# Tragus berteronianus
Tragus berteronianus là một loài thực vật có hoa trong họ Hòa thảo. Loài này được Schult. miêu tả khoa học đầu tiên năm 1824.

## Hình ảnh

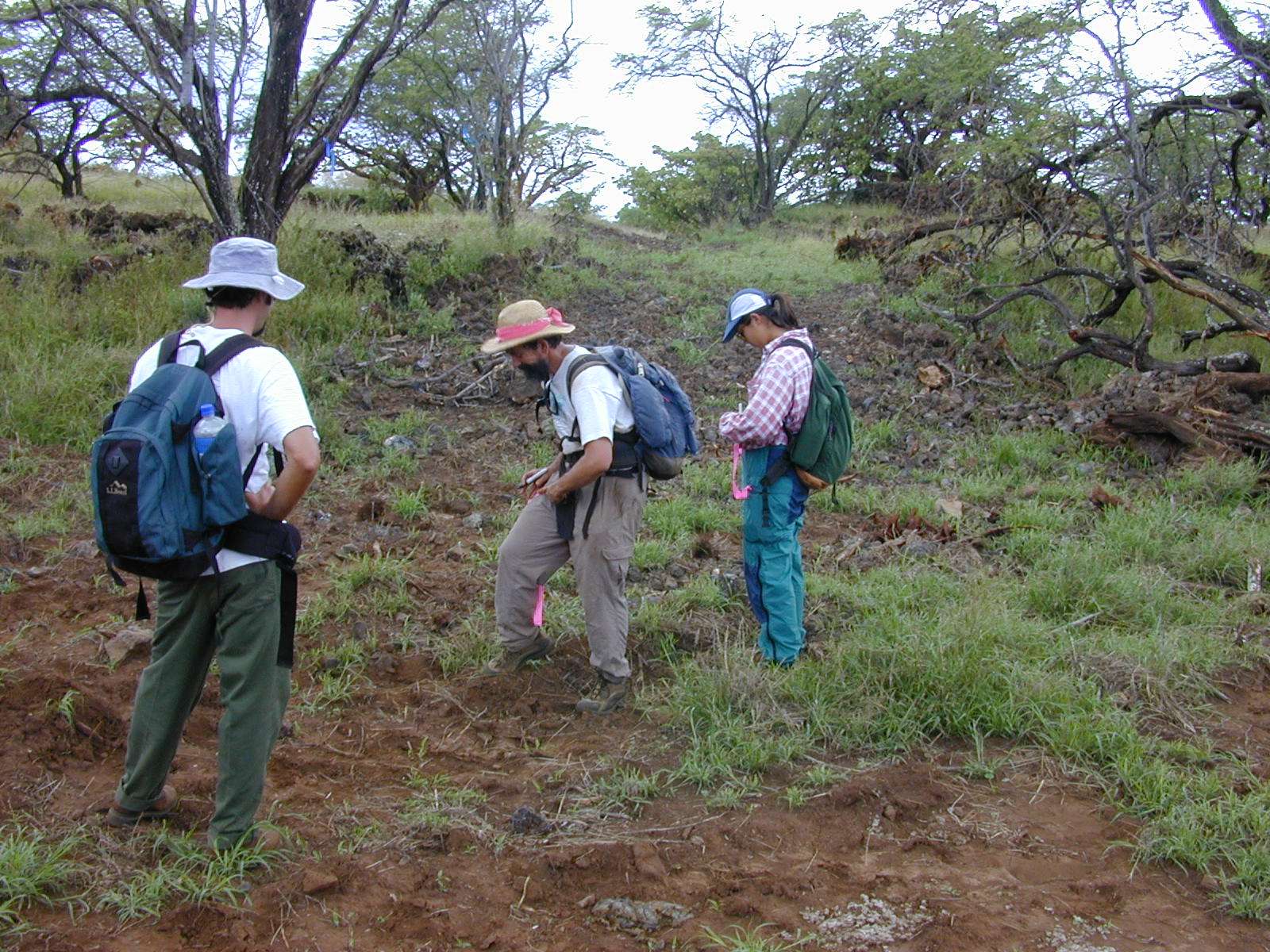
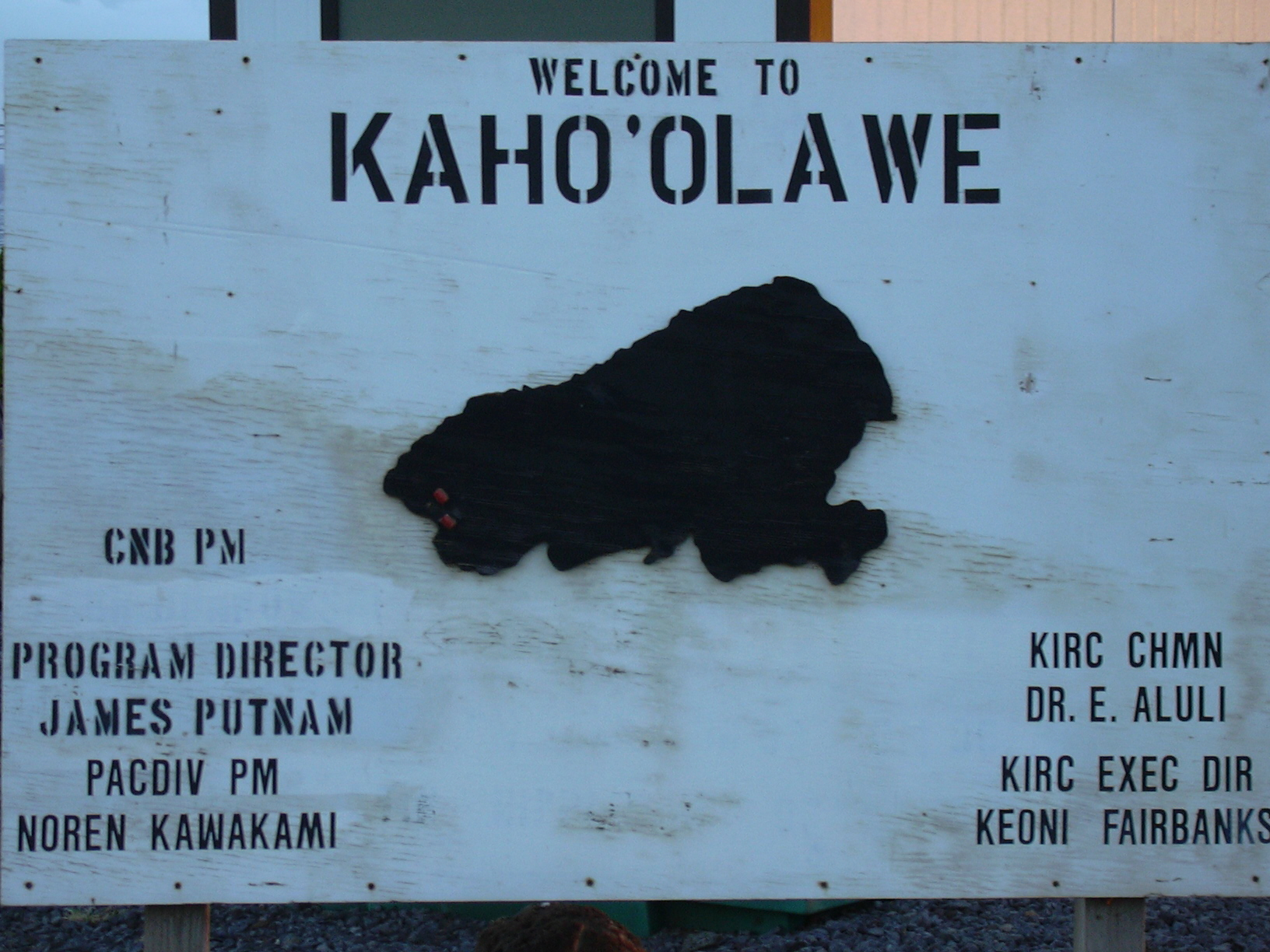
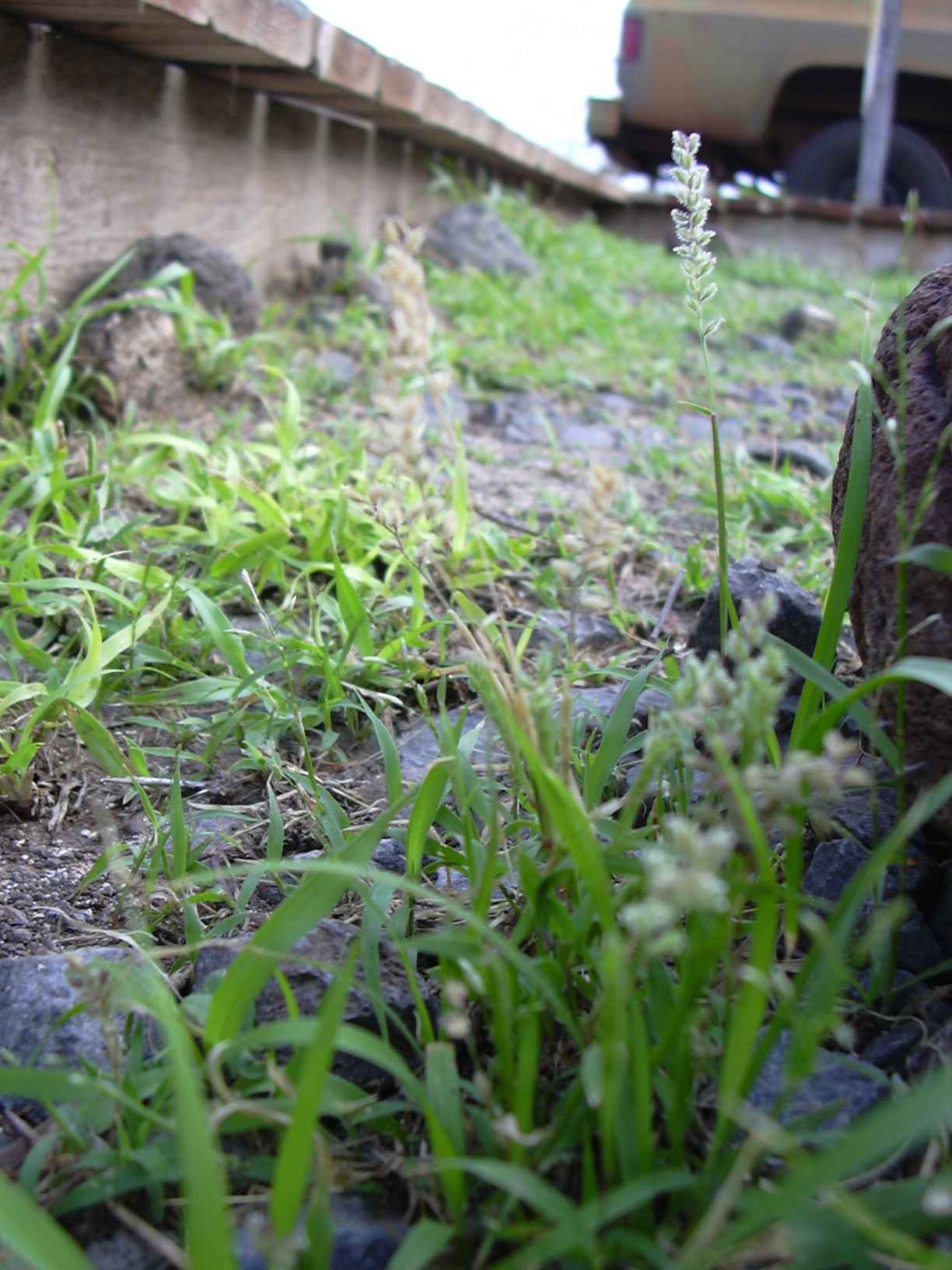
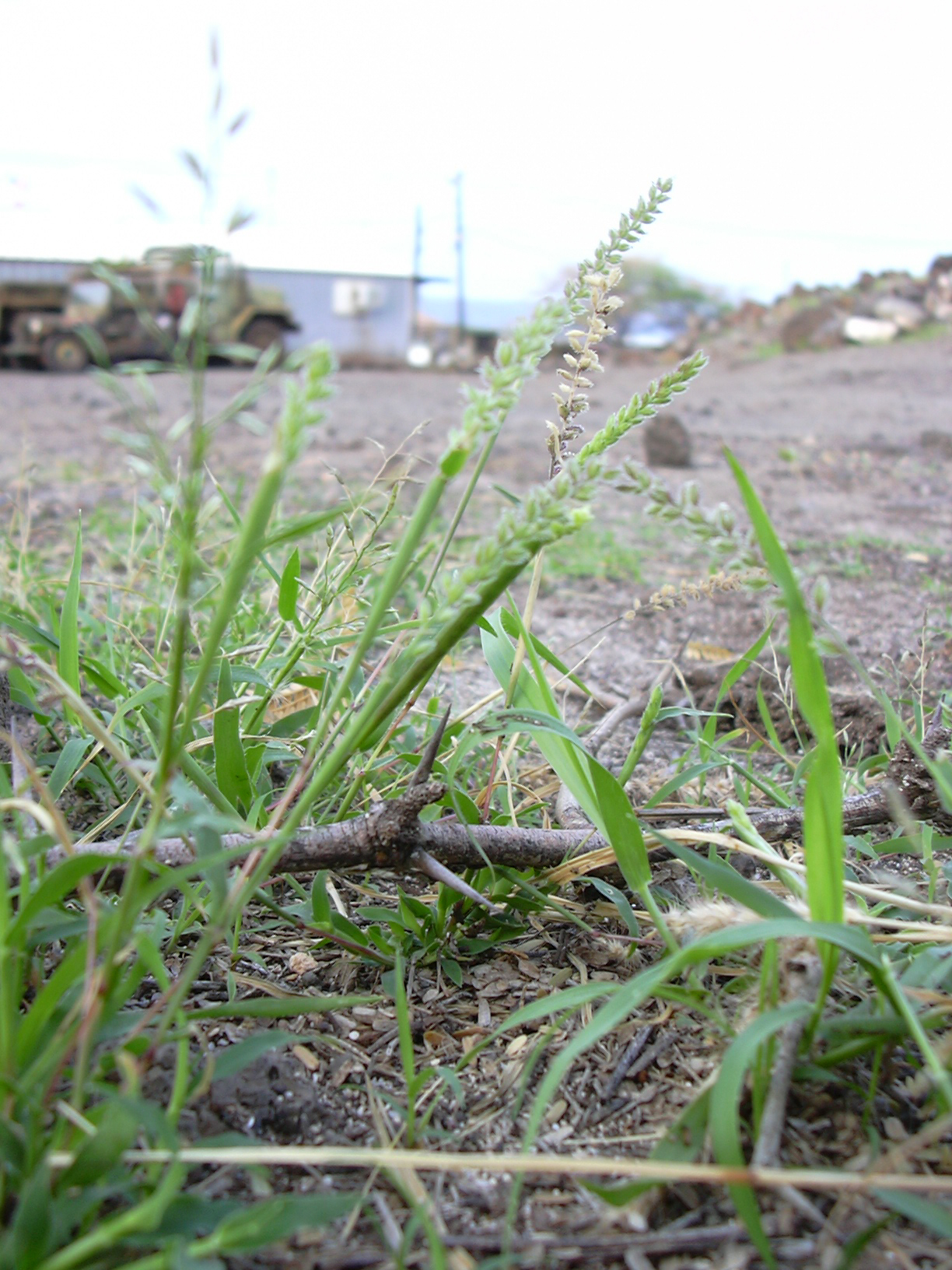